# Batalla de Williamsburg
La Batalla de Williamsburg, también conocida como la batalla de Fort Magruder, tuvo lugar el 5 de mayo de 1862 en los condados de York, James City y Williamsburg, Virginia, como parte de la Campaña de la Península de la guerra civil estadounidense. Fue la primera batalla librada durante la Campaña de la Península, en la que participaron cerca de 41.000 Federales y 32.000 Confederados, librando una batalla no concluyente que terminó con la retirada de estos últimos.

## Causas y desenlace
Después de la retirada de la Confederación de Yorktown, la división de la Unión del general de brigada Joseph Hooker se encontró con la retaguardia confederada cerca de Williamsburg. Hooker asaltó Fort Magruder, una fortificación de tierra a lo largo de la carretera de Williamsburg, pero fue rechazada. Los contraataques confederados, dirigidos por el Mayor General James Longstreet, amenazaron con aplastar el flanco izquierdo de la Unión, hasta que la división del general de brigada Philip Kearny llegó para estabilizar la posición federal. La brigada del general de brigada Winfield S. Hancock se movió entonces para amenazar el flanco izquierdo de la Confederación, ocupando dos reductos abandonados. Los confederados contraatacaron sin éxito. El éxito localizado de Hancock no fue explotado. El ejército confederado continuó su retirada durante la noche en dirección a Richmond, Virginia.